# Global Gladiators
Global Gladiators (ou « Mick and Mack as the Global gladiators ») est un jeu de plate-forme de David Perry pour Virgin Interactive, sorti sur Master System, Game Gear et Mega Drive en 1992, ainsi que sur Amiga en 1993, d'après la licence McDonald's,.
Il s'agit d'un des premiers jeux de David Perry sur console, mais le style qui fera son succès sur les consoles 16 bits est déjà reconnaissable (voir aussi Cool spot, Earthworm Jim et Aladdin) : les graphismes et l'ambiance sonore sont soignés, relativement inventifs malgré le thème classique (le combat de deux enfants contre des pollueurs de tous types), le gameplay, s'il n'est pas fondamentalement nouveau, propose quelques subtilités.

## Système de jeu
Le joueur dirige un des deux personnages (Mick ou Mack), qui n'ont pas d'autre différence que graphique (l'un est noir, l'autre est blanc), et doit se déplacer et sauter de plate-forme en plate-forme et tirer sur les ennemis. Le fait de tirer sur les ennemis (une sorte de glu) provoque du recul pour le personnage dirigé, auquel il faudra constamment faire attention. De nombreux passages secrets sont à découvrir.

## Équipe de développement
- Programmation : David Perry
- Game Design : David Bishop
- Level Design : Bill Anderson
- Animation : Michael Francis Dietz, Shawn McLean, Edward Schofield
- Musique, effets sonores et samples : Tommy Tallarico
- Additional Background Art : Stephen Crow, Mike Field
- Background Art : Christian Laursen
- Artistes : Shawn McLean, Clark Sorenson, Roger Hardy, Tomoharu Tanaka, John Weir, John Wong, René Boutin, Willis Wong, Bill Anderson
- Sprite Engineering : Timothy Williams, Doug Cope
- FX Technician : Steven S. Henifin

## Versions
- 1992 - Mega Drive, Master System, Game Gear
- 1993 - Amiga (John Twiddy, Virgin)